# Тлакепаке
Тлакепаке (шп. Tlaquepaque) је град у Мексику у савезној држави Халиско. Према процени из 2005. у граду је живело 542.051 становника.

## Становништво
Према процени из 2005. у граду је живело 542.051 становника.
| 1990.   | 1995.   | 2000.   | 2005.   |
| ------- | ------- | ------- | ------- |
| 328.031 | 434.710 | 458.674 | 542.051 |